# Метод Остроградського
Метод Остроградського — метод інтегрування раціональних функцій з кратними незвідними множниками у знаменнику.
Метод дозволяє не робити розкладання раціонального дробу на суму найпростіших і лише алгебраїчними операціями звести завдання інтегрування довільної раціональної функції до завдання інтегрування раціональної функції без кратних коренів у знаменнику.

## Опис методу
Інтеграл від раціональної функції можно подати у вигляді
{\displaystyle \int {\frac {P(x)}{Q(x)}}dx={\frac {P_{1}(x)}{Q_{1}(x)}}+\int {\frac {P_{2}(x)}{Q_{2}(x)}}dx},
де 
- {\displaystyle Q_{2}(x)} — добуток всіх незвідних множників многочлена {\displaystyle Q(x)} взятих без врахування кратності (тобто в першому степені),
- {\displaystyle Q_{1}(x)} — добуток всіх незвідних множників многочлена {\displaystyle Q(x)} з кратністю зменшеною на 1.

Тобто {\displaystyle Q(x)=Q_{1}(x)Q_{2}(x)}. Обидва дроби в правій частині є правильними. І відповідно називаються:
- {\displaystyle {\frac {P_{1}(x)}{Q_{1}(x)}}} — раціональною частиною інтеграла раціональної функції,
- {\displaystyle \int {\frac {P_{2}(x)}{Q_{2}(x)}}dx} — трансцендентною частиною інтеграла раціональної функції.

Тепер обчислимо коефіцієнти многочленів {\displaystyle P_{1}(x)} і {\displaystyle P_{2}(x)}.
- Продиференціюємо рівність і домножимо обидві сторони на {\displaystyle Q(x)}:

{\displaystyle {\frac {P(x)}{Q(x)}}={\frac {P_{1}'(x)Q_{1}(x)-P_{1}(x)Q_{1}'(x)}{Q_{1}^{2}(x)}}+{\frac {P_{2}(x)}{Q_{2}(x)}}}.
{\displaystyle P(x)=P_{1}'(x)Q_{2}(x)-P_{1}(x){\frac {Q_{1}'(x)Q_{2}(x)}{Q_{1}(x)}}+P_{2}(x)Q_{1}(x)}.
- Замінимо {\displaystyle Q_{1}'(x)Q_{2}(x)} на {\displaystyle Q(x)-Q_{1}(x)Q_{2}'(x)}:

{\displaystyle P(x)=P_{1}'(x)Q_{2}(x)-P_{1}(x)(Q_{2}(x)-Q_{2}'(x))+P_{2}(x)Q_{1}(x)}.
Прирівняємо коефіцієнти при однакових степенях і з системи лінійних алгебраїчних рівнянь знайдемо їх.

## Доведення
- Оскільки в знаменнику {\displaystyle {\frac {P_{2}(x)}{Q_{2}(x)}}} немає кратних множників то їх не буде і при розкладі на елементарні множники. Тому при інтегруванні отримаємо тільки доданки з логарифмами і арктангенсами.
- Розклавши на елементарні множники {\displaystyle {\frac {P(x)}{Q(x)}}} і проінтегрувавши тільки доданки з кратними множниками їх степені зменшаться на одиницю. А потім при зведенні до спільного знаменника утворять многочлен {\displaystyle Q_{1}(x)}.

## Приклад 1
{\displaystyle \int {\frac {x\,dx}{(x-1)^{2}(x+1)^{3}}}={\frac {Ax^{2}+Bx+C}{(x-1)(x+1)^{2}}}dx+D\int {\frac {dx}{x-1}}+E\int {\frac {dx}{x+1}}}.
Диференціюючи обидві частини рівності, знаходимо
{\displaystyle {\frac {x}{(x-1)^{2}(x+1)^{3}}}={\frac {(x^{2}-1)(2Ax+B)-(3x-1)(Ax^{2}+Bx+C)}{(x-1)^{2}(x+1)^{3}}}+{\frac {D}{x-1}}+{\frac {E}{x+1}}}.
Зводячи до спільного знаменника і прирівнюючи чисельники, одержуємо
{\displaystyle x\equiv -Ax^{3}+(A-2B)x^{2}+(-2A+B-3C)x+C-B++D(x-1)(x^{3}+3x^{2}+3x+1)+E(x^{4}-2x^{2}+1)}.
Розв’язуючи яку, знаходимо
{\displaystyle A=B=-{\frac {1}{8}},\ C=-{\frac {1}{4}},\ D=-E=-{\frac {1}{16}}}.
Отже,
{\displaystyle \int {\frac {x\,dx}{(x-1)^{2}(x+1)^{3}}}=-{\frac {x^{2}+x+2}{8(x-1)(x+1)^{2}}}+{\frac {1}{16}}\ln \left|{\frac {x+1}{x-1}}\right|+C,\quad x\neq \pm 1}.